# مورفولينو

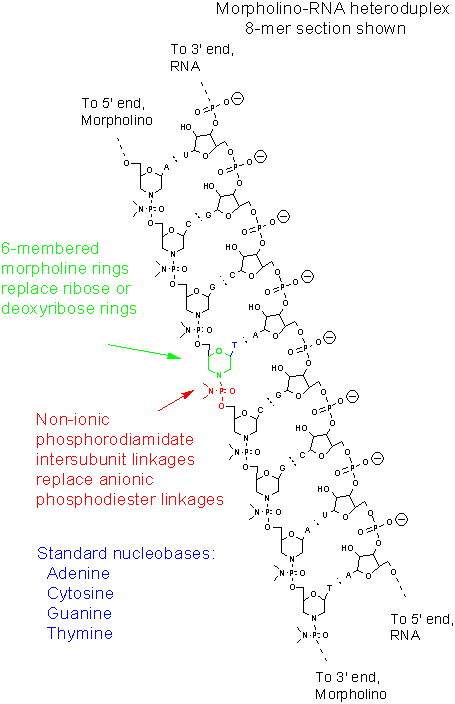
تفاعل الهيتيرودوبلكس مورفولينو مع الحمض النووي الريبي (RNA)

المورفولينو، المعروف أيضًا باسم المورفولينو قليل القسيمات وفوسفوروداياميدات المورفولينو قليل القسيمات (بّي إم أوه)، هو أحد أنواع الجزيئات قليلة القسيمات (قليلة الوحدات) ويستخدم في البيولوجيا الجزيئية لتعديل التعبير الجيني. يحتوي تركيبه الجزيئي على قواعد من الحمض النووي الريبوزي منقوص الأكسجين (دنا) مرتبطة بركيزة من حلقات ميثيلين المورفولين المرتبطة عبر مجموعات الفوسفوروداياميدات. تمنع جزيئات المورفولينو وصول الجزيئات الأخرى إلى تتاليات صغيرة (نحو 25 قاعدة) محددة ضمن أسطح الاقتران الأساسيية للحمض النووي الريبوزي (رنا). تُستخدم جزيئات المورفولينو كأدوات بحث في علم الوراثة العكسية عن طريق إسقاط وظيفة الجينات.
تتناول هذه المقالة فقط جزيئات المورفولينو قليلة القسيمات المضادة للدلالة، وهي مشابهات للحمض النووي. يمكن أن تظهر كلمة «مورفولينو» حالات أخرى، للإشارة إلى المواد الكيميائية الحاوية على حلقة المورفولين السداسية. للمساعدة في تجنب الالتباس مع الجزيئات الأخرى الحاوية على المورفولين، عند وصف قليلات الوحدات، غالبًا ما تكتب كلمة مورفولينو بالأحرف الكبيرة كاسم تجاري، ولكن هذا الاستخدام لا يتوافق مع كافة الأدبيات العلمية. يشار إلى المورفولينو وحيد القسيمات أحيانًا باسم بّي إم أوه (اختصارًا لفوسفوروداياميدات المورفولينو قليل القسيمات)، خاصةً في الأدبيات الطبية. تعد جزئيات فيفو-مورفولينو وبّي بّي إم أوه أشكال معدلة من المورفولينو بحيث ترتبط مع مجموعات كيميائية بروابط تساهمية لتسهيل دخولها إلى الخلايا.
يتم إسقاط الموروثة عن طريق تقليل التعبير عن جين معين في الخلية. في حالة الجينات المشفرة لبروتينات، تؤدي هذه العملية عادةً إلى انخفاض كمية البروتين الموافق في الخلية. إسقاط التعبير الجيني هو طريقة للتعرف على وظيفة بروتين معين؛ بطريقة مماثلة، قد يساعد توصيل إكسون معين من إكسونات الرنا التي تشفر البروتين في تحديد وظيفة جزء البروتين المشفر بواسطة هذا الإكسون أو يمكنه أحيانًا تثبيط نشاط البروتين تمامًا. طُبقت هذه الجزيئات في الدراسات على العديد من النماذج الحية، بما في ذلك الفئران وأسماك الدانيو المخططة والضفادع وقنافذ البحر. يمكن للمورفولينو أيضًا تعديل توصيل النسخ الأولي للرنا الرسول أو تثبيط نضج ونشاط الرنا الميكروي. تمت مراجعة تقنيات استهداف جزيئات المورفولينو للرنا وإيصالها إلى الخلايا مؤخرًا في مقال صحفي وفي كتب.
تعد جزيئات المورفولينو قيد التطوير كعلاجات صيدلانية تستهدف الكائنات المسببة للأمراض مثل البكتيريا أو الفيروسات والأمراض الوراثية. تلقى عقار إيتيبليرسين القائم على المورفولينو بتطوير من شركة ساريبتا الدوائية موافقة سريعة من إدارة الغذاء والدواء الأمريكية في سبتمبر عام 2016 لعلاج بعض الطفرات التي تسبب الحثل العضلي الدوشيني، رغم أن عملية الموافقة كانت موضع جدل. تمت الموافقة على الأدوية الأخرى القائمة على المورفولينو مثل غولوديرسين وفيلتولارسين وكاسيميرسين (أيضًا لعلاج الحثل العضلي الدوشيني) من قبل إدارة الغذاء والدواء بين عامي 2019-2021.

## البنية
جزيئات المورفولينو عبارة عن جزيئات اصطناعية ناتجة عن إعادة نمذجة لبنية الحمض النووي الطبيعية. عادةً ما تكون بطول 25 قاعدة، وترتبط بالسلاسل المكملة من الرنا أو الدنا أحادي السلسلة عن طريق الاقتران القياسي بين الأزواج القاعدية. من حيث التركيب، يكمن الاختلاف بين المورفولينو والدنا في أن جزيئات المورفولينو، رغم احتوائها قواعد من الحموض النووية المعيارية، تكون هذه القواعد مرتبطة بحلقات ميثيلين المورفولين عبر مجموعات فوسفوروداياميدات بدلًا من الفوسفات. يقارن الشكل بين بنيتي شريطين، أحدهما من الرنا والآخر من مورفولينو. يؤدي استبدال الفوسفات الأنيوني بمجموعات الفوسفوروداياميدات غير المشحونة إلى منع حدوث التأين في مجال الأس الهيدروجيني الفسيولوجي الطبيعي، لذلك تكون جزيئات المورفولينو في الكائنات الحية أو الخلايا غير مشحونة. تتكون ركيزة المورفولينو بأكملها من هذه الوحدات الفرعية المعدلة.

## الوظيفة
لا تسبب جزيئات المورفولينو تحلل جزيئات الرنا المستهدفة، على عكس معظم الأنواع البنيوية المضادة للدلالة (مثل الفوسفوروثيوات والحمض النووي الريبوزي المتداخل الصغير). بدلًا من ذلك، يعمل المورفولينو عن طريق «الحجب الفراغي»، ويرتبط بتسلسل مستهدف ضمن الرنا، ما يمنع ارتباط الجزيئات الأخرى به. غالبًا ما تستخدم جزيئات المورفولينو وحيدة القسيمات للبحث في وظيفة نسخة معينة من الرنا الرسول في الجنين. يعمل علماء الأحياء التطورية على حقن المورفولينو وحيد القسيمات في بيض أو أجنة سمك الدانيو المخطط والقيطم الإفريقي وقنفذ البحر وسمك الجداول لإنتاج أجنة مورفانتية، أو يطبقون تقنية التثقيب الكهربائي لإدخال جزيئات المورفولينو ضمن أجنة الصيصان في مراحل النمو اللاحقة. مع استخدام أنظمة التوصيل المناسبة ضمن العصارة الخلوية، يكون المورفولينو فعالًا في زرع الخلايا. يمكن لجزيئات فيفو-مورفولينو، التي ترتبط فيها القسيمات الوحيدة تساهميًا مع تشعبات توصيلية، أن تدخل الخلايا عند إعطائها جهازيًا لدى الحيوانات البالغة أو مزارع الأنسجة. 

### التعبير الجيني الطبيعي في حقيقيات النوى
في حقيقيات النوى، يتم نسخ النسخ الأولي للرنا الرسول في النواة، وتتم إزالة الإنترونات، ثم يُنقل الرنا الرسول الناضج من النواة إلى السيتوبلازم. عادةً ما تبدأ الوحدة الفرعية الصغيرة للريبوسوم بالارتباط عند الطرف 5' من الرنا الرسول ويتم ربطها بالعديد من عوامل البدء الأخرى حقيقية النوى، ما يشكل معقد البدء. يبحث معقد البدء على طول حبلي الرنا الرسول حتى يصل إلى كودون البدء، ثم تلتصق الوحدة الفرعية الكبيرة للريبوسوم بالوحدة الفرعية الصغيرة وتبدأ ترجمة البروتين. تسمى هذه العملية التعبير الجيني؛ وهي العملية التي يتم من خلالها تحويل المعلومات الموجودة ضمن الجين، والمشفرة كسلسلة من القواعد الآزوتية في الدنا، إلى بنية بروتينية. يمكن للمورفولينو تعديل التوصيل أو تثبيط الترجمة أو تثبيط المواقع الوظيفية الأخرى على الرنا اعتمادًا على التسلسل القاعدي للمورفولينو.